# Río Quemquemtreu

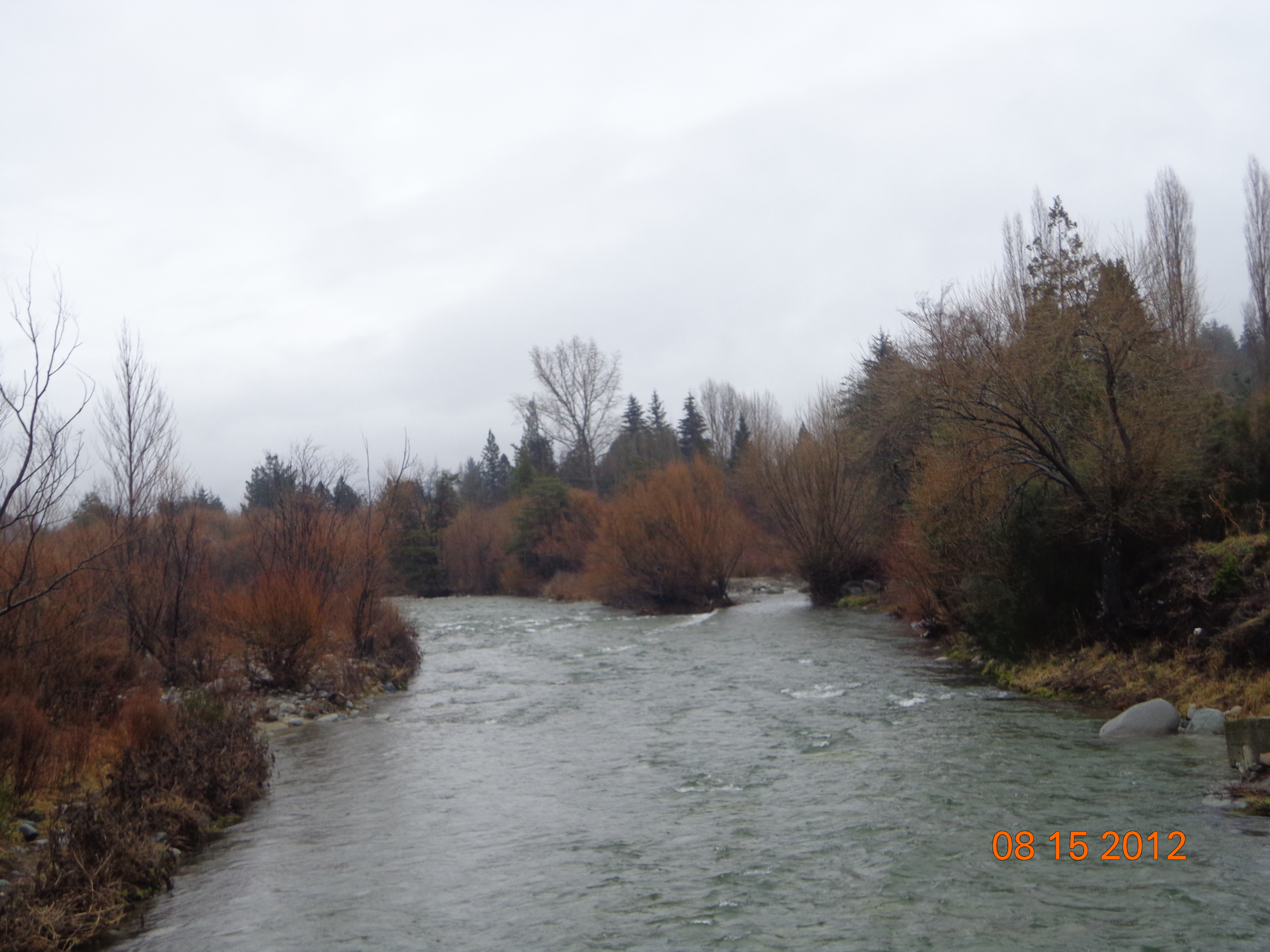
El río cerca de Mallín Ahogado

El río aurifero Quemquemtreu se encuentra en la región patagónica de la República Argentina, en el extremo suroeste de la provincia de Río Negro. Cruza de norte a sur la planta urbana de la localidad de El Bolsón antes de volcar sus aguas en su emisario, el río Azul, del cual está separado por una terraza longitudinal con eje norte-sur denominada Loma del Medio que separa ambos valles paralelos.

## Toponimia
El vocablo Quemquemtreu proviene del idioma mapuche (llamado mapudungun), y no existe un criterio uniforme para explicar su significado. Según algunos estudiosos de dicha cultura, podría referirse a "barrancas abruptas", "río que cuncunea" o "piedras que hacen ruido al rodar". Para el historiador Gregorio Álvarez significa "río que corre entre cortaderas", aunque no es habitual encontrar en sus orillas dicha especie vegetal, que tiene filos cortantes en sus hojas. Las diferencias entre las distintas acepciones posiblemente se deban a que es un vocablo compuesto y depende del sentido que se le de a cada una de sus partes.

## Hidrología
Al igual que muchos de los ríos que se originan en el lado argentino de la cordillera Patagónica, el Quemquemtreu pertenece sin embargo a la vertiente del Pacífico, dado que a través de sus emisarios río Azul - Lago Puelo - río Puelo, sus aguas cruzan el límite internacional con Chile, para desembocar finalmente en el Estuario de Reloncaví, cerca de la ciudad de Puerto Montt.
Las nacientes del río Quemquemtreu están formadas por la confluencia del arroyo Ternero (su principal afluente) y el arroyo Los Repollos, cuyos orígenes a su vez se encuentran en las alturas del Cordón Serrucho, y también con los aportes del arroyo Del Medio, que drena el paraje denominado Mallín Ahogado.
A partir de la confluencia con el arroyo Del Medio su curso toma una definida dirección norte-sur y paralelo al Río Azul, corriendo con algunos rápidos a través de un cauce muy pedregoso, el cual suele presentar desbordes estacionales debido a fuertes crecidas invernales causadas por las constantes lluvias que ocurren entre los meses de mayo a septiembre, y también por deshielos prematuros.
Su caudal promedio es de aproximadamente 10 m³/s.

## Fauna ictícola
Posee una moderada a baja población de ejemplares, principalmente compuesta por truchas de las variedades marrón (Salmo fario) y arcoíris (Oncorhynchus mykiss).

## Problemática urbano ambiental
El río Quemquemtreu se encuentra densamente poblado en ambas márgenes a su paso por la localidad de El Bolsón, situación que suele presentar complicaciones y emergencias ante el habitual comportamiento hidrológico de estos ríos de montaña. Tal circunstancia ha obligado a las autoridades municipales y provinciales a concretar recurrentes obras de dragado y contención de márgenes, sin que hasta el momento pueda considerarse que el problema se haya solucionado definitivamente, ya que la localidad de El Bolsón, en su casi totalidad se encuentra emplazada en el antiguo curso glaciar de este río.

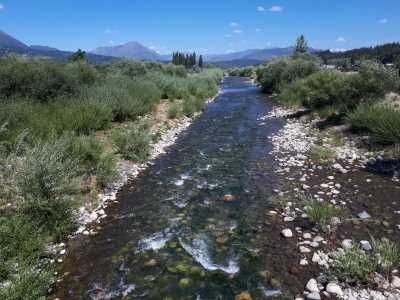
Vista del río desde puente cerca de la Avenida Sarmiento.

Como consecuencia de ello sus aguas presentan un grado de contaminación en constante aumento, debido al volcado de efluentes y desechos cloacales producto de la creciente urbanización de sus orillas, y el escaso o nulo planeamiento urbano ambiental.
- Datos: Q3458760
- Multimedia: Quemquemtreu River / Q3458760